# Hermann Langbein
Hermann Langbein (Vienna, 18 maggio 1912 – Vienna, 24 ottobre 1995) è stato un antifascista e storico austriaco, combattente della resistenza comunista austriaca contro il nazionalsocialismo e anche nella guerra civile spagnola con le Brigate internazionali per i repubblicani spagnoli contro i nazionalisti di Francisco Franco. Sopravvissuto alla deportazione nel campo di concentramento di Auschwitz e altri, fu cofondatore del Comitato internazionale di Auschwitz nel 1954.

## Biografia
Hermann Langbein trovò impiego come attore dopo essersi diplomato al Teatro Volksbühne di Berlino. Nel 1933 si unì al KPÖ e fuggì dalla Germania in seguito all'Anschluss per combattere nella guerra civile spagnola per le Brigate internazionali contro l'istituzione di una dittatura sotto Franco. Fu internato in Francia dopo la fine della guerra civile spagnola e poi inviato nei campi di concentramento tedeschi dopo la caduta della Francia nel 1940. Negli anni successivi fu imprigionato in diversi campi (Dachau, Auschwitz e altri). Internato ad Auschwitz nel 1942, Langbein fu classificato come prigioniero politico non ebreo e fu assegnato come impiegato all'infermeria, circostanza che gli diede accesso alla documentazione e alla conoscenza di prima mano sui maltrattamenti medici, le torture e le uccisioni di altri prigionieri del campo. Queste informazioni furono fondamentali per Langbein, che in seguito le utilizzò per contribuire a istituire il Comitato di Auschwitz nonché durante i processi in cui testimoniò. Il suo numero di prigioniero nel campo era 60355. Nell'agosto 1944 Langbein fu trasferito al campo di concentramento di Neuengamme e da lì al sottocampo di Neuengamme Lerbeck vicino a Minden. Attorno alla metà di Aprile del 1945, durante il trasporto di evacuazione a Fallersleben, a est di Hannover, saltò giù dal treno e fuggì in Austria in bicicletta per giungere nella sua Vienna il 5 Maggio. Era tra i dirigenti dei gruppi di resistenza internazionale nei campi in cui era detenuto. Dopo il 1945 fu Segretario Generale del Comitato Internazionale di Auschwitz, e successivamente Segretario del "Comité International des Camps".

## Dopoguerra
Inizialmente, Langbein fu impiegato a tempo pieno presso il KPÖ nonché un membro del Comitato centrale del partito. Fu coinvolto nella costruzione di scuole di partito e nel 1949 pubblicò i suoi scritti sulla propria esperienza di sopravvissuto ai campi di concentramento con il titolo Die Stärkeren. All'inizio degli anni Cinquanta Langbein non fu rieletto al Comitato Centrale. Dopo alcuni attriti con il partito, Langbein si è trasferì a Budapest, dove ha curato le trasmissioni radiofoniche in lingua tedesca nelle trasmissioni ungheresi. Ritornò in Austria nel 1954 con la moglie e la figlia, dove fu cofondatore del Comitato Internazionale di Auschwitz (IAC) nel 1954, e ne divenne il primo segretario generale. Dal 1955 all'inizio degli anni '60 Langbein è stato segretario della Comunità austriaca del campo di Auschwitz. In queste funzioni, ha portato all'attenzione del pubblico i crimini che vi si perpetravano e si è battuto in favore di un risarcimento ai sopravvissuti. Fu escluso dalla KPÖ nel 1958 quando iniziò - sulla scia della rivolta ungherese del 1956 - a sfidare lo stalinismo. Alienato dal KPÖ, Langbein 1960 fu sollevato dall'incarico di segretario generale della IAC ed escluso l'anno successivo anche dalla sua gestione. Nel 1963 Langbein era segretario del "Comité International des Camps". Il 18 ottobre 1961, la Radio della Germania Ovest trasmise un servizio di tre ore su Auschwitz ideato da Langbein e HG Adler: Topografia di un campo di sterminio. A metà degli anni '60, Langbein, insieme a Fritz Bauer, ha svolto un ruolo essenziale nella realizzazione dei processi di Francoforte dove è apparso come testimone. Ha poi lavorato come scrittore e giornalista. Nel 1967 è stato incluso da Yad Vashem fra i Giusti tra le nazioni . Dal 1989 al 1995 ha organizzato insieme a Johannes Schwantner il seminario Ideologia e realtà del nazionalsocialismo per educatori. Inoltre, Langbein apparteneva al Consiglio dei musei di Auschwitz-Birkenau e ha lavorato alla riprogettazione della mostra. Dal 1996, ogni anno a Linz si tiene una conferenza commemorativa chiamata Hermann Langbein Symposium. L'autore e scrittore Kurt Langbein è suo figlio, l'attore Daniel Langbein suo nipote.

## Opere
Ha scritto diversi libri sulle sue esperienze e ricerche sui campi di concentramento. I più importanti e influenti sono:
- Die Stärkeren. Ein Bericht, Stern-Verlag, Vienna 1949.
- Menschen in Auschwitz, Europaverlag, Wien 1972; trad. it.: Uomini ad Auschwitz. Storia del più famigerato campo di sterminio nazista, prefazione di Primo Levi, traduzione dal tedesco di Daniela Ambroset, Mursia, 1984; trad. inglese: People in Auschwitz, Trans. by Harry Zohn, Forword by Henry Friedlander, University of North Carolina Press, 2004, ISBN 0-8078-2816-5. [1]